# Интернет-цензура
Интернет-цензура (англ. «Internet Censorship») — контроль и пресечение публикации или доступа к информации в сети Интернет. Своим появлением интернет-цензура обязана отсутствию каких-либо национальных границ в сети Интернет. Общую проблематику интернет-цензуры можно определить следующим образом: информация, перечащая законам государства (режиму действующего правительства) и заблокированная на внутренних ресурсах, может быть опубликована на веб-серверах в других странах.

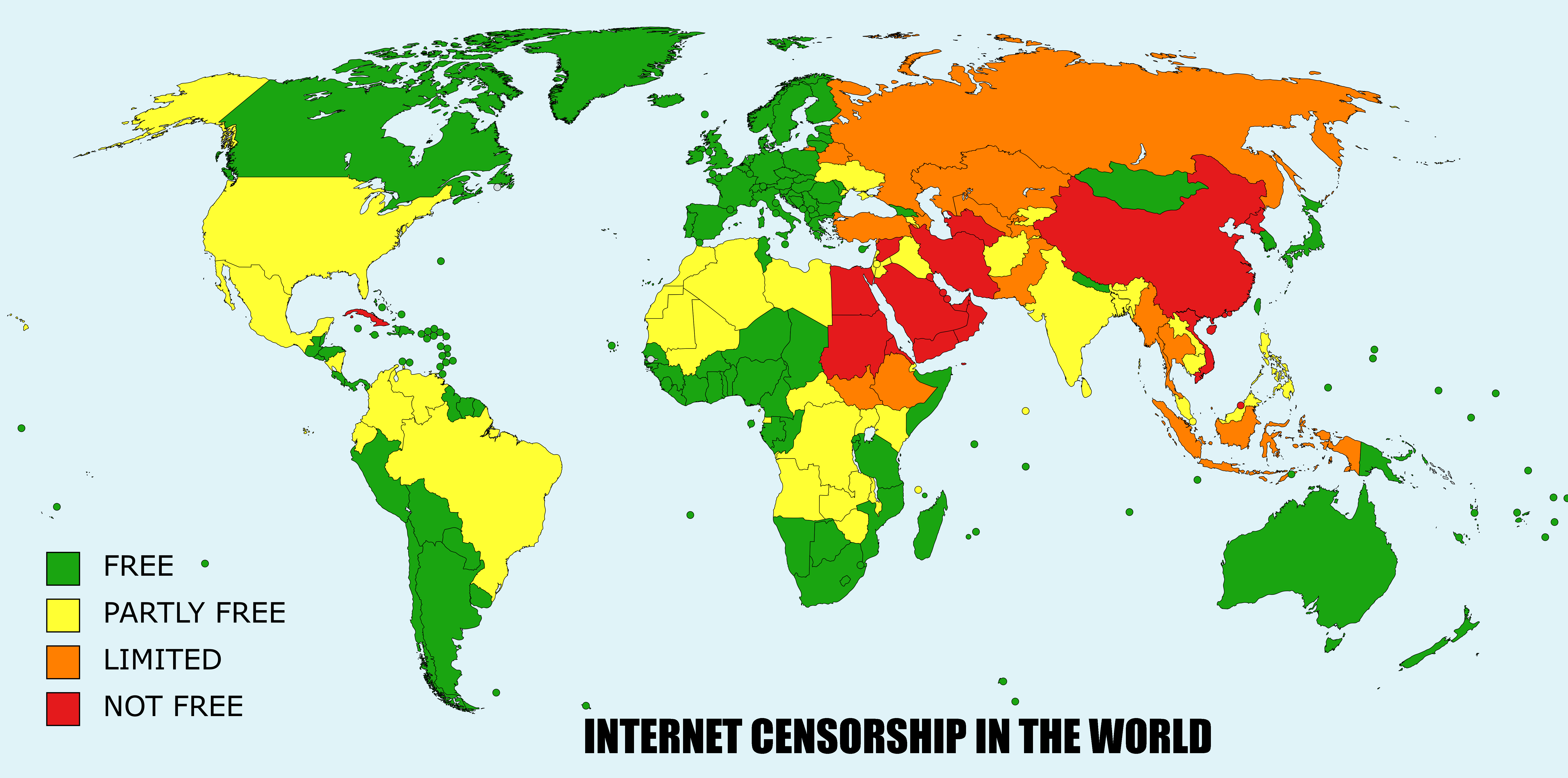
Карта свободы интернета по странам мира на 2020 год

## Формы интернет-цензуры
Поскольку Интернет не находится под единоличным управлением какого-либо государства, его ресурсы распределены между множеством коммерческих организаций, комплексная Интернет-цензура достаточно сложна, но вполне осуществима. Она осуществляется совокупным использованием следующих мер:
1. Сосредоточение в руках государства управления сетевыми коммуникациями либо реальных рычагов воздействия на компании, в ведении которых находятся сети, выходящие за границы государства. Это позволяет директивным путём запретить просмотр пользователями ресурсов, содержимое которых полагается нежелательным.
2. Постановка возможности доступа к Интернет-ресурсам, контролируемым компаниями, в зависимость от готовности таких компаний контролировать содержание ресурсов, удаляя или редактируя сообщения, так или иначе подпадающие под цензуру властей страны. В результате компании, поддерживающие, например, систему сетевых блогов, оказываются перед выбором: либо поддаться на шантаж и цензурировать информацию, либо отказаться и потерять пользователей. Так, например, для поисковой системы Google в Китае через внутренних китайских провайдеров блокировался доступ к содержимому «кэшированных» страниц (этот кэш позволяет в некоторых случаях обойти запрет на просмотр определённых страниц, попадающих под цензурные ограничения) и это делалось до тех пор, пока Google сам не убрал просмотр кэша из китайского варианта страницы результатов поиска[1]. Заботясь о развитии своего бизнеса, крупные Интернет-компании нередко идут на соглашение с правительствами, практикующими Интернет-цензуру, чтобы не потерять рынок, даже вступая в противоречие с собственной официально провозглашённой политикой поддержки свободы слова[2].
3. Также правительства имеют возможность контролировать содержание некоторых Интернет-ресурсов через подставные фирмы, «неправительственные организации» или частных лиц, которые под различными предлогами цензурируют информацию.

Цензура в Интернете подразумевает под собой не только блокировку или закрытие каких-либо веб-ресурсов, но и осуществление анализа трафика, организацию лже-оппозиционных веб-ресурсов и применение карательных мер к авторам публикаций или владельцам веб-серверов.
По информации из отчета общественной организации «Репортёры без границ», за 2008 год было закрыто или заблокировано 1740 веб-сайтов, 105 блогеров пострадали за публикацию материалов в сети Интернет, из них 1 — убит, 59 — арестованы, 45 — подверглись физическому нападению.
Кроме случаев тотального контроля над стыком национальных сетей с мировыми в некоторых странах, таких как Китай, Северная Корея, Иран и др., технически трудно усилиями одного государства преодолеть распределенную структуру Интернета. Введение одних мер ведет к порождению новых путей обхода ограничений. Чаще всего применение цензуры в Интернете более затратно, чем её преодоление. Но огромные ресурсы государств во многих случаях позволяют её осуществлять.
«Я не вижу никакой опасности для мира в целом, если кто-то будет пытаться ограничить свободное распространение информации через Сеть. Контролировать интернет невозможно, — считает Билл Гейтс. — Рано или поздно свобода снова победит».
В мире можно выделить три модели контроля государства над Интернетом: либеральную (контроль политического контента фактически отсутствует, блокируются лишь сайты, содержащие детскую порнографию, нарушающие авторские права и т.п.), авторитарную (политический контент блокируется только в тех случаях, когда критическая информация непосредственно способна вызвать негативные последствия для режима) и авторитарно-тоталитарную (правящий режим стремится полностью «отключиться» от всемирной сети и создать «национальный аналог Интернета»). 
По данным на 2016 год, более всех других ограничивали доступ пользователей к информации в интернете ограничивали Северная Корея, Китай, Эритрея, Эфиопия, Саудовская Аравия, Иран, Сирия, Тунис, Вьетнам, Мьянма. 
По данным Freedom House, в 2020 году контроль за выражением взглядов в интернете усилился в 30 из 70 стран, ситуацию в которых отслеживает организация, а был ослаблен только в 18. По данным организации Access Now, в 2020 году было как минимум 155 региональных и национальных отключений интернета в 29 странах. Больше 100 из них произошли в Индии. В некоторых случаях власти пытаются воздействовать на социальные сети для поддержания государственной пропаганды. Так, в июне 2020 года власти Нигерии начала блокировать Twitter после того, как он удалил пост президента страны Мохаммаду Бухари, в котором он пригрозил сепаратистам, что с ними будут говорить «на понятном им языке».

## Постепенное введение цензуры
Кристиан Энгстрём, Рикард Фальквинге и Оскар Шварц писали о том, как группы по борьбе с нарушениями авторских и смежных прав используют «детскую порнографию» как аргумент для убеждения политиков в необходимости введения механизмов блокировки сайтов, чтобы потом использовать их в иных целях, либо пытаются использовать для этого существующие средства блокировки (например, чёрные списки), предназначенные для других целей. Ср. с тем, как уже через год после введения в 2012 году блокировки сайтов в целях защиты детей в РФ был введён и механизм блокировки для защиты авторского права (см. ниже).

## Эффективность цензуры
Эффективность интернет-цензуры подверглась сомнениям со стороны специалистов. Так, Итан Цукерман в 2008 году высказал идею о связи интернет-активистов, веб-цензуры и любителей «милых котиков» (термин, используемый для любого популярного контента). По мнению Цукермана, большинство людей не заинтересовано в проявлении интернет-активизма, они просто хотят использовать сеть для мирской деятельности, включая использование интернета в поисках порнографии или видео с милыми котиками (Lolcat): 

Web 1.0 был изобретен, чтобы позволить физикам делиться исследовательскими работами. Web 2.0 был создан, чтобы люди могли обмениваться фотографиями милых котиков.
Однако инструменты, изначально созданные для того, чтобы «пользователи постили» милых котиков (социальные сети (Facebook), социальные медиа (Reddit), блог-платформы (Blogger, Livejournal, Twitter), галереи изображений (Flickr, Instagram) и т. п.), оказались очень полезными для общественного движения интернет-активистов, которым может не хватать ресурсов для разработки специальных инструментов самостоятельно. Это, в свою очередь, делает активистов более устойчивыми к репрессиям со стороны властей, чем если бы они действовали с помощью собственной специальной платформы, потому что закрытие популярного сервиса вызовет больший общественный резонанс, чем закрытие мало кому известного ресурса. Если правительство захочет закрыть такие общественные инструменты, это ограничит возможности людей «смотреть на милых котиков», распространяя инакомыслие и содействуя делу интернет-активистов.
По словам Цукермана, интернет-цензура в Китайской Народной Республике, которая опирается на свою собственную самоцензуру веб-сайтов, способна обойти проблему «милых котиков», потому что правительство в состоянии обеспечить людям доступ к «милым котикам», содержащимся на внутренних, прошедших цензуру сайтах, блокируя доступ к западным сайтам, менее популярным в Китае, чем в других странах мира. 

Достаточно использовать для чтения и записи платформу, которая будет привлекать искателей «порно» и сомнительных социальных активистов. Если нет «порно», программа не работает. Если нет активистов, она работает не очень хорошо.

## Способы преодоления цензуры
Для преодоления цензуры в Интернете пользователи используют возможность доступа к заблокированным ресурсам через другие разрешенные ресурсы. Такими ресурсами являются: веб-прокси, прокси-сервер, анонимные сети, веб-сервисы перевода содержимого веб-страниц по указанию адреса страницы (например: Google Translate).

### Веб-прокси
Программное обеспечение, устанавливаемое на веб-сервере, которое при помощи веб-интерфейса позволяет получать доступ к введенным адресам веб-страниц. Загрузка указанных веб-адресов производится от лица веб-сервера, тем самым обеспечивая анонимность доступа для пользователей Интернета. Использование веб-прокси не требует каких-либо изменений в настройках сетевых подключений, что позволяет его использовать в локальных сетях, где доступ в Интернет обеспечивается через ограничения прокси-сервера.
Однако практически все прокси и веб-прокси-серверы ведут журналы доступа посетителей, что не гарантирует анонимности.

### Прокси-сервер
Прокси-сервер позволяет предоставлять доступ IP-адресов одной подсети к другой, используя IP-переадресацию. Прокси-сервер в большинстве случаев — программное обеспечение, работающее по одному из следующих протоколов: HTTP, HTTPS, Socks 4/5 и др.. Это программное обеспечение работает как интерфейс на одном из локальных портов, тем самым обеспечивая доступ к собственной системе переадресации для пользователей локальной сети. Прокси-сервер не всегда обеспечивает анонимность и может быть недоступен из других локальных сетей.
Типы прокси-серверов:
- пересылающие прокси (forward proxies);
- прозрачные прокси (transparent proxies);
- кэширующие прокси (caching proxies);
- прокси обеспечения безопасности (security proxies);
- обратные прокси (reverse proxies).

Прокси-сервер может быть публичным и приватным. Публичный прокси-сервер доступен всем пользователям подсети прокси-сервера без процесса аутентификации, а приватный прокси-сервер доступен только определённым пользователям, чаще всего для заданных MAC-адресов или после прохождения авторизации с помощью логина и пароля.

### Архив интернета
Почти все популярные страницы оказываются сохранёнными в Архиве интернета. Добавив к URL https://web.archive.org/web/*/ слева, можно посмотреть сохранённые версии.

### Анонимные сети
Анонимная сеть — компьютерная сеть, созданная для обеспечения анонимности в сети Интернет, использующая структуру и технологии глобальной сети. Многоуровневое шифрование и распределённый характер анонимных сетей, устраняя единую точку отказа и единый вектор атак, позволяют сделать перехват трафика или даже взлом части узлов сети не фатальным событием. Как правило, для подключения к анонимным сетям необходимо установить на компьютере пользователя специальное программное обеспечение, но в некоторых случаях (Psiphon, Veiled) этого не требуется. Наиболее распространенными примерами таких сетей являются одноранговые Freenet и I2P (Invisible Internet Project), а также гибридная TOR (The Onion Router). Главными недостатками анонимных сетей являются увеличение времени отклика, снижение скорости и возрастание объёмов сетевого трафика.

### Онлайн-переводчики
Современные онлайн-переводчики, такие как Google Translate, позволяют переводить содержимое веб-страниц по указанному веб-адресу. Так как указываемый веб-адрес для перевода загружается на веб-сервер переводчика, пользователь может получить содержимое заблокированной внутри его сети веб-страницы. Для использования этого метода необходим доступ к страницам онлайн-переводчика. Ограничением является невозможность авторизации на удаленном веб-сервере. Данный метод подходит только для получения заблокированной текстовой информации.

### RSS-агрегаторы
Ещё одним способом получения заблокированной текстовой информации являются RSS-агрегаторы. Почти все основные СМИ транслируют RSS-ленты новостей, которые могут быть загружены в онлайновый RSS-агрегатор (см. Список RSS-агрегаторов). Так как веб-агрегатор загружает указанные ленты новостей к себе на сервер перед тем, как их отобразить пользователю, для получения заблокированных СМИ необходимо иметь доступ к этому веб-агрегатору и знать сетевой адрес новостной ленты.

### Электронная почта
Одним из старейших способов получения содержимого веб-страниц является интернет-шлюзы — «интернет на почту». Для получения содержимого какой-либо заблокированной страницы необходимо отправить её веб-адрес на адрес электронной почты такого шлюза. В ответ на указанный обратный адрес придет письмо, содержащее указанную веб-страницу. Для использования данного сервиса необходим лишь доступ к электронной почте. Примеры таких служб: Web4W3, ERC Web-to-Email и www4mail.
Ещё одним известным способом тайной электронной переписки является использование анонимных ремейлеров.
По сообщению электронного издания Reuters, правительство США тестирует и планирует внедрять технологию «Feed Over Email» (FOE), которая будет использоваться для доставки веб-контента через электронную почту в страны, где применяется «жесткая» интернет-цензура. К таким странам были отнесены: Китай, Иран, Мьянма, Таджикистан, Узбекистан и Вьетнам.

### Туннелирование трафика
В основе метода является построение туннеля (обычно шифрованного) между двумя сетями, двумя компьютерами или компьютером и сетью. Туннелирование обычно происходит на 2-4 уровнях TCP/IP. Туннелирование на третьем или втором уровне обычно называют VPN, на 4-м — «проброс портов» (обычно осуществляется с использованием SSH).

#### Виртуальные частные сети (VPN)
VPN (Virtual Private Network — виртуальная частная сеть) — это логическая сеть, которая создается поверх какой-либо другой сети, включая Интернет. VPN обеспечивает защищенный туннель, который устанавливается между компьютером пользователя и специальным сервером. При работе с VPN весь трафик передается в виде зашифрованных GRE-пакетов как от пользователя к серверу, так и обратно. Сервер выступает в роли прозрачного прокси для всех интернет-протоколов. Таким образом, на смену IP-адреса, выданного провайдером, придет адрес используемого VPN-сервиса. VPN выгодно отличается от других способов достижения анонимности наличием полного шифрования от клиента до сервера, ведь при использовании прокси-серверов или SOCKS пользователь не застрахован от перехвата пакетов по пути от своего провайдера до сервера, которому доверена анонимность, поскольку запросы, E-Mail и сообщения Instant messaging идут в незашифрованном виде и все его действия могут быть занесены в логи локальной сети или провайдера. Недостатками VPN являются задержка на первом хопе, равная задержке между компьютером пользователя и VPN-сервером, а также понижение скорости за счёт инкапсуляции и избыточного кодирования. Кроме того, алгоритм шифрования VPN может потребовать апгрейда ОС, многие из которых поддерживают по умолчанию лишь 40- и 56-битное шифрование, которое не может считаться надежным. Примерами анонимных VPN-сервисов могут служить IPREDator (англ.), Anonymizer (англ.), LogMeIn (англ.), Telleport, Relakks, CyberGhost, FastestVPN, Ivacy, PureVPN, а также Hamachi, Hotspot Shield и специальные решения OpenVPN.
В настоящее время данный метод неприменим в сетях некоторых Интернет-провайдеров. В частности, в связи с исчерпанием пространства глобально маршрутизируемых адресов IPv4 компания МГТС 7 декабря 2012 года переместила часть абонентов за NAT, не пропускающий пакеты протокола GRE, что не позволяет подключиться к VPN-сервисам на основе этого протокола. Впрочем, бывает VPN over SSL, как пример SSTP. Поддерживается в windows vista SP1 и выше, Linux’ом и рядом оборудования, в частности Mikrotik-ом. wiki.mikrotik.com. Дата обращения: 19 июля 2020..

### Маскировка трафика
Передаваемые данные меняются настолько, чтобы блокирующие устройства DPI или фильтрующий прокси не препятствовали обмену данными с сервером.

### IPv6
Подключение к провайдерам, дающим IPv6-адрес, либо использование технологии 6to4 также может помочь, так как технологии фильтрации в основном рассчитаны на IPv4.

## Интернет-цензура по странам

### Беларусь
В день президентских выборов 2020 года в Республике Беларусь начались проблемы с доступом в Интернет; в первую очередь — к мессенджерам и социальным сетям. Власти обвинили в нефункциональном состоянии Интернета DDoS-атаки из-за рубежа, но независимые технические специалисты считают более вероятным применение государством, обладающим монополией на внешние каналы связи, технологии DPI (Deep packet inspection) и/или намеренного шейпинга. Пользователи начали массово обходить де-факто существующую блокировку с использованием сервисов VPN. Проблемы сохранялись 10 и 11 августа, периодически исчезал доступ к внешним ресурсам, в то время как часть белорусских сайтов открывалась.

### Германия
Министерством семьи под руководством Урсулы фон дер Ляйн с 22 апреля 2009 запрещены сайты с детской порнографией. В апреле 2011 года федеральное правительство решило отменить закон, который уже был принят, но по которому блокировали около 400 сайтов.

### Россия
28 июля 2012 года Президентом РФ был подписан Федеральный закон № 139-ФЗ, который внёс в другие федеральные законы ряд положений, предполагающих фильтрацию интернет-сайтов по системе чёрного списка и блокировку запрещённых интернет-ресурсов. По этому закону досудебное закрытие сайтов возможно после решения Роскомнадзора при наличии детской порнографии или объявлений о привлечении несовершеннолетних в качестве исполнителей в мероприятиях порнографического характера;  информации об изготовлении или получении наркотиков, психотропных веществ и их прекурсоров; информации о способах совершения суицида, а также призывов к его совершению; информации о несовершеннолетних, пострадавших в результате преступлений. Также подлежат закрытию ресурсы, содержащие информацию, распространение которой запрещено решением суда.
28 декабря 2013 года был подписан Президентом РФ Федеральный закон № 398-ФЗ, который позволяет Роскомнадзору по предписанию Генпрокуратуры РФ производить немедленную блокировку без решения суда сайтов, распространяющих призывы к массовым беспорядкам и с другой экстремистской информацией.
Россия два года подряд (2013, 2014) лидировала по числу обращений юных пользователей к нежелательному контенту, под которым подразумеваются сайты, содержащие информацию об оружии, ресурсы порнографического содержания, онлайн-казино. Из всех детей мира, обратившихся к источникам негативного содержания, 16 % проживают в России. На втором месте по этому показателю следует Индия, на третьем — Китай.

### США
В США гражданам запрещён доступ к рассекреченным документам на сайте WikiLeaks.
В 2020 году Минюст США конфисковал 92 интернет-домена за связи с Ираном, из них 4 новостных сайта. Отмечается, что сайты были выявлены благодаря сотрудничеству ФБР и компаний Google и Facebook.

### Турция
На конец 2019 года в Турции был заблокирован доступ к 408 494 сайтам и 7000 учётным записям в социальной сети Twitter. Исследование проведено сотрудниками юридического факультета Стамбульского университета «Билги» профессором Яманом Акденизом и старшим научным сотрудником Озаном Гювеном.